# Kursziel
Kursziel (englisch price target) ist im Börsenwesen der künftig erwartete Börsenkurs, den ein Wertpapier aufgrund seines inneren Wertes oder eines charttechnischen Trends erreichen soll. 

## Allgemeines
Das Kursziel ist eine Prognose der künftigen Wertentwicklung einer Aktie, gelegentlich auch von einzelnen Commodities, die durch Marktbeobachter und insbesondere Wertpapieranalysten ausgesprochen wird. Es handelt sich damit nicht um ein Ziel im Sinne eines Unternehmenszieles. Insbesondere bei volatilen Effekten wie der Aktie ist die künftige Kursentwicklung von großer Bedeutung. Das Aktienkursziel ist der Kurswert, den eine Aktie innerhalb eines bestimmten Zeitraumes erreichen sollte, oft auf Sicht von 12 Monaten. Der Anleger, Spekulant oder Trader hat ein Interesse daran, das Gewinn- oder Verlustpotenzial seiner Aktie zu kennen. Dieses ergibt sich aus dem Vergleich zwischen dem aktuellen Börsenkurs und dem projizierten Kursziel. Bei bekannten Aktien gibt es in der Regel mehrere Analysten, die das so genannte Coverage übernehmen und somit regelmäßig aktualisierte Einschätzungen publizieren.

## Ermittlung
Das Kursziel ist das Ergebnis einer Finanzanalyse und kann auch Bestandteil einer Anlageberatung sein. Bei der Ermittlung des Kursziels sind Prognosetechniken anzuwenden, um ein Kursziel für eine bestimmte Aktie zu ermitteln. Während sich der innere Wert aus der Fundamentalanalyse ergibt, versucht die technische Analyse die Kursentwicklung – oder zumindest deren Eintrittswahrscheinlichkeit – vorherzusagen. Dies geschieht mit Hilfe von Fibonacci-Retracements, Trendlinien, Unterstützungslinien oder Widerstandslinien. Technisch ist das Kursziel der letzte obere Extremwert nach einer Korrektur oder der nächstgelegene Widerstand im Trendverlauf. Resultat der Ermittlung ist ein bestimmter erwarteter Börsenkurs, der Kursziel genannt wird.
Tatsächlich wird das Wertpapier das Kursziel nur dann erreichen, wenn die Analyse auf zutreffenden Annahmen und korrekten Schlussfolgerungen beruht, wenn sich zwischenzeitlich keine wesentlichen Analysefaktoren ändern, wenn die übrigen Marktteilnehmer vergleichbare Bewertungskriterien anwenden wie der Finanzanalyst und wenn der Kurs nicht durch stärkere, z. B. marktpsychologische Faktoren anderweitig beeinflusst wird. 
Kursziele unterliegen stets Bewertungsunsicherheiten. Dem lässt sich durch Angabe einer Kursspanne statt eines exakten Kursziels Rechnung tragen. Die Zeitspanne, in der das Kursziel gegebenenfalls erreicht wird, ist nicht exakt prognostizierbar. Finanzanalysten verzichten daher häufig auf die Angabe einer Zeitspanne, was die Aussagekraft eines Kursziels verringert.